# Хирос Ден Босх
«Хирос Ден Босх» (нидерл. Heroes Den Bosch) — нидерландский баскетбольный клуб из Хертогенбоса. Играет в DBL, самый титулованный клуб Нидерландов.

## Достижения
- Чемпион Голландии: 1979, 1980, 1981, 1983, 1984, 1985, 1986, 1987, 1988, 1993, 1996, 1997, 2006, 2007, 2012, 2015, 2022
- Вице-чемпион Голландии: 1982, 1989, 1990, 1991, 1992, 1994, 2004, 2008, 2009
- Кубок чемпионов: 3-е место — 1981
- Кубок Сапорты: финалист — 1979